# Даніеле Карнашьялі
Даніеле Карнашьялі (італ. Daniele Carnasciali, нар. 6 вересня 1966, Сан-Джованні-Вальдарно) — італійський футболіст, що грав на позиції захисника, зокрема за «Фіорентину», а також національну збірну Італії.

## Клубна кар'єра
Народився 6 вересня 1966 року в місті Сан-Джованні-Вальдарно. Вихованець юнацьких команд місцевого клубу «Санджованезе» та «Аталанти».
У дорослому футболі дебютував 1985 року виступами за «Мантову» у четвертому італійському дивізіоні. За рік став гравцем третьоліговій «Спеції», а ще за рік продовжив виступи у команді «Оспіталетто» з того ж рівня італійської футбольної піраміди. 
1990 року уклав контракт з друголіговою «Брешією», де відразу став гравцем основного складу і в сезоні 1991/92 допоміг команді виграти змагання у Серії B.
Сезон 1992/93 розпочав вже у Серії A, утім не в складі «Брешії», а як гравець «Фіорентині». Відіграв за «фіалок» наступні п'ять сезонів своєї ігрової кар'єри. 1996 року допоміг команді стати володарем Кубка Італії і Суперкубка країни.
Протягом 1997—1998 років захищав кольори клубу «Болонья», а завершував ігрову кар'єру у «Венеції», за яку виступав протягом 1998—2000 років.
Завершивши виступи на полі, повернувся до рідного міста, де 2001 року обійняв посаду спортивного директора місцевого «Санджованезе». Згодом остаточно відійшов від футболу, очоливши агентство з нерухомості.

## Виступи за збірну
1994 року дебютував в офіційних матчах у складі національної збірної Італії. За два роки провів свою другу і останню гру за національну команду.
| Дата       | Місто   | Господарі            | Результат | Гості     | Турнір           | Голи | Примітки |
| ---------- | ------- | -------------------- | --------- | --------- | ---------------- | ---- | -------- |
| 21-12-1994 | Пескара | Італія               | 3 – 1     | Туреччина | товариський матч | -    | 54'      |
| 6-11-1996  | Сараєво | Боснія і Герцеговина | 2 – 1     | Італія    | товариський матч | -    |          |
| Усього     |         | Матчів               | 2         |           | Голів            | 0    |          |

## Титули і досягнення
- Володар Кубка Італії (1):

«Фіорентина»: 1995-1996
- Володар Суперкубка Італії (1):

«Фіорентина»: 1996